# Isabel Diegues
Isabel Leão Diegues, mais conhecida como Isabel Diegues (Paris, 28 de setembro de 1970),  é uma cineasta, roteirista, produtora e editora franco-brasileira.
É filha da cantora Nara Leão e do cineasta Carlos Diegues. Em junho de 2000, casou-se com o jornalista Pedro Bial, com quem tem um filho, José, nascido em 2002.
Em 2008, fundou com Ricardo Sardenberg a Editora Cobogó publicando diversos livros, dentre eles Saga Lusa, de Adriana Calcanhotto, a coleção de entrevistas de Hans Ulrich Obrist e o livro Adriana Varejão: entre carnes e mares, sobre a obra dessa artista.

## Prêmios e indicações
Festival do Cinema Brasileiro de Miami (1999)
- Vencedora na categoria melhor diretor de curta-metragem, pelo filme Vila Isabel.

Biarritz Film Festival  (1999)
- Vencedora na categoria melhor filme de curta metragem, pelo filme Vila Isabel.

Festival Kolibri (2007)
- Vencedora na categoria melhor filme de curta metragem, pelo filme Marina.

## Filmografia
1. Marina (2003/I) [roteiro, direção]
2. Madame Satã (2002) [produção]
3. Vila Isabel (1998) [roteiro, direção]
4. Posta Restante (1997) [produção associada]
5. Tieta do Agreste (1996) [diretora assistente]
6. Veja Esta Canção (1994) [roteiro] (segmento "Samba do Grande Amor")